# (2547) Hubei
(2547) Hubei ist ein Asteroid des Hauptgürtels, der am 9. Oktober 1964 am Purple-Mountain-Observatorium in Nanjing entdeckt wurde.
Benannt ist der Asteroid nach der chinesischen Provinz Hubei.